# Величко Володимир Володимирович
Володи́мир Володи́мирович Вели́чко (нар. 3 червня 1971 — пом. 12 серпня 2014) — солдат Збройних сил України, боєць Добровольчого корпусу «Правого сектора».

## Життєпис
Народився 1971 року в місті Хмельницький. Навчався у школі-інтернаті № 2; закінчив ПТУ міста Хмельницького, здобув фах токаря. Учасник війни в Афганістані, повернувся контужений, з ушкодженим хребтом та шрамом від кулі біля серця. Закінчив Бердичівську школу прапорщиків; служив в одній з військових частин мікрорайону Ракове.
Працював у тролейбусному управлінні ХКП «Електротранс»; по тому — таксистом. Активний учасник Революції гідності з перших її днів. З перших днів російсько-української війни доброволець, ДУК «Правий сектор», псевдо «Хохол» (ще з Афганістану). Під Пісками підрозділ потрапив під снайперську перестрілку, всі лягли, Володимир стояв у «мертвій точці», тоді він витягнув вбитого та двох поранених. Востаннє приїхав додому 6 серпня, щоб похрестити сина, 9-го відбув на передову.
Вдень 12 серпня автобус групи бійців ДУК «Правий сектор» потрапив у засідку на блокпосту поблизу м. Донецька на об'їзній трасі біля залізничної станції Мандрикине. Послали на завдання без бронежилетів, дали тільки автомати — їхали в автобусі на блокпост, який раніше війська відбили в терористів. Врятуватися вдалося трьом бійцям, які потрапили в полон. Серед них був командир групи Марлен Місіратов «Татарин» і брати Мартинови Олег та Андрій. Тоді ж загинули Волощук Михайло Володимирович, Зозуля Анатолій Михайлович, Малолітній Олександр Іванович, Мартинов Олександр Олександрович, Мірошніченко Микола Валентинович, Пальгуєв Олександр Сергійович, Петрушов Олександр Валентинович, Смолінський Леонід Денисович, Суховий Сергій Іванович.
У Величка був проламаний череп, перебиті ноги й кисті рук, ушкоджені й прострелені кишка, печінка, нирки.
Без Володимира лишились мама Антоніна Величко та четверо синів — Сергій 1994 р. н., Олександр 2006 р. н., Микита 2010 р. н. та Кирило — народився перед самою Революцією Гідності.
Похований 22 серпня 2014 року в м. Хмельницький на Алеї Слави міського кладовища в Раковому.

## Нагороди
У 2021 році був нагороджений орденом «За мужність» III ступеня (посмертно).

## Вшанування
- Рішенням 5-ї сесії Хмельницької міської ради від 16 березня 2016 нагороджений Почесною відзнакою міської громади «Мужність і відвага» жителів міста Хмельницького (посмертно);
- Рішенням Хмельницької міської ради Володимиру Величку присвоєно звання «Почесний громадянин міста Хмельницького» (посмертно);[4]
- 23 травня 2017 року у Хмельницькому відкрито меморіальні дошки — Анатолію Якушку (на фасаді НВК № 2) та Володимирові Величку.
- 10 грудня 2021 року у Хмельницькому на фасаді будівлі ХКП «Електротранс» відкрито меморіальні дошки трьом працівникам цього підприємства, які загинули у російсько-українській війні — Віктору Пасєці, Сергію Остапчуку та Володимирові Величку
- Його портрет розміщений на меморіалі «Стіна пам'яті полеглих за Україну» в Києві: секція 2, ряд 4, місце 29.
- вшановується 12 серпня на ранковому церемоніалі загиблих українських героїв, які загинули в різні роки внаслідок російської агресії.[5]
- Відзнака «Бойовий Хрест Корпусу» (посмертно)[6].